# Інстинкт хижака
«Інстинкт хижака» (англ. Blue Demon) — американський фантастичний трилер 2004 року.

## Сюжет
Проводячи експеримент по виведенню нового виду акул, вчені секретної урядової бази не підозрювали про те, яким кошмаром обернуться ці ігри з природою. Виведені штучним шляхом тварюки, створювалися, щоб стати зброєю підводної оборони. Доктор Натан Коллінз і його дружина Марла більше п'яти років пропрацювали над проектом, навряд чи припускали, що створена ними ідеальна зброя вийде з-під контролю, до того дня, коли шість лютих хижаків вирвалися з вольєру і, опинившись в одній з річок, кинулися до океану, де на сонячних каліфорнійських пляжах їх чекала кривава трапеза.

## У ролях
- Діді Пфайфер — Марла Коллінз
- Рендолл Батінкофф — Натан Коллінз
- Денні Вудберн — Лоуренс Ван Аллен
- Джош Геммонд — Ейвері
- Крістін Лейкін — Кеті
- Джефф Фейгі — генерал Ремора
- Рейчел Ґроднік — Роксі
- Вітні Слоун — Мерседес
- Крікет Селна — Мел
- Яна Крамер — Керрі
- Анджела Ґотс — Таня
- Фіона Ґабелманн — Аліса
- Дейв Томпсон — Гаррі
- Алекс Барад — солдат
- Еван Ґрейсон — LC
- Беннет Ґіллорі — Норм
- Галина Чтирва — Тіна
- Джералд О'Доннелл — доставщик
- Андре Вер — солдат
- Андре Коста — поліцейський
- Ралі Вілсон — Ед
- Скотт Блеквуд — Джиммі
- Челсі Блох — Джен